# Lexgaard
Lexgaard (frisó septentrional Leeksguurd, danès Læksgaarde) és un municipi del districte de Nordfriesland, dins l'Amt Südtondern, a l'estat alemany de Slesvig-Holstein. El 31 de desembre del 2023 tenia 55 habitants. Es troba a pocs kilòmetres de la frontera amb Dinamarca, i l'estació de tren més propera és la de Süderlügum.